# جنيفر ميرفي
جنيفر ميرفي (بالإنجليزية: Jennifer Murphy)‏ هي متسابقة ملكة الجمال وسيدة أعمال أمريكية، ولدت في 19 مارس 1979 في ميدفورد في الولايات المتحدة.